# Chris Henry (Footballspieler, 1983)
Chris Henry (* 17. Mai 1983 in Belle Chasse, Louisiana; † 17. Dezember 2009 in Charlotte, North Carolina) war ein US-amerikanischer American-Football-Spieler auf der Position des Wide Receivers. Er spielte fünf Jahre für die Cincinnati Bengals in der National Football League (NFL).

## Leben und Karriere
Nachdem er bei den West Virginia Mountaineers an der West Virginia University College Football gespielt hatte, erhielt er im Jahr 2005 einen Profivertrag im Team der Bengals.
Während seiner Profikarriere kam er oft in Konflikt mit dem Gesetz. So wurde er einige Male wegen Fahrens unter Einfluss psychoaktiver Substanzen, Besitzes von Marihuana, Misshandlung und Sachbeschädigung verhaftet. Im Jahr 2008 wurde er aufgrund derartiger Ereignisse für die ersten vier Spiele der Saison gesperrt. Vor Beginn der Saison 2008 wurde sein Vertrag mit den Cincinnati Bengals wegen seines Verhaltens aufgelöst, Henry wurde jedoch wenige Monate später von Mike Brown, dem Präsidenten der Bengals, zum Team zurückgeholt. Brown war überzeugt, dass Henry sein Leben in den Griff bekommen könne. Nach seiner Wiedereinstellung kam dieser tatsächlich nicht mehr mit dem Gesetz in Konflikt.
Henry starb an den Folgen eines Verkehrsunfalls am 17. Dezember 2009 im Alter von 26 Jahren und hinterließ seine Verlobte mit drei gemeinsamen Kindern. Ein halbes Jahr nach seinem Tod wurde bekannt, dass Henry an der neurologischen Erkrankung chronisch-traumatische Enzephalopathie litt, womit er der erste bekannte aktive Spieler der NFL mit diesem Syndrom war.